# Зелёный пояс (Оттава)

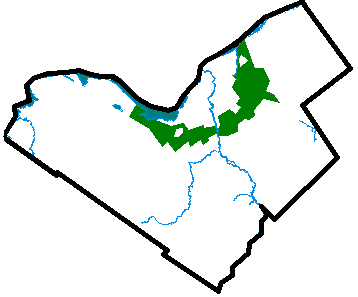
Зелёный пояс на карте Оттавы

Зелёный пояс (англ. Greenbelt) — парково-лесная область общей площадью 203,5 км², охватывающая территорию исторической Оттавы до объединения в 2001 г. с Карлтоном. Является защитной зоной, где строго ограничены возможности по сооружению новых зданий и строений. Начинается от залива Ширлис-Бей (Shirleys Bay) на западе и простирается до ручья Гринс-Крик (Green’s Creek) на востоке. Около половины территории Зелёного пояса, 149,5 км², находится в собственности и управлении Комиссии национальной столицы, а остальная часть территории принадлежит федеральным ведомствам Канады и частным лицам.
Проект создания защитной зелёной зоны предложил в 1950 году архитектор Жак Гребе в рамках своего плана по развитию Оттавы, и с 1956 года администрация Оттавы начала планомерную скупку земель с целью их защиты от застройки.